# فری مالزیا تودی
فری مالزیا تودی (انگلیسی: Free Malaysia Today) یک پورتال خبری آنلاین مستقل و دوزبانه با محتوا، به دو زبان انگلیسی و باهاسا مالزی (مالزی)، با تمرکز بر امور جاری مالزی است که از سال 2009 منتشر شده است. این یکی از پربازدیدترین سایت های خبری مالزی با بازدید ماهانه 11.83 میلیون نفر است.